# محافظة أبانات
محافظة أبانات هي إحدى محافظات منطقة القصيم بالسعودية، تمت ترقيتها من مركز إلى محافظة في شهر نوفمبر سنة 2023م الموافق لشهر ربيع الآخر سنة 1445هـ.

## المراكز والقرى التابعة
مدينة ضليع رشيد هي بمثابة عاصمة لمحافظة أبانات فهي المدينة الحيوية وتحتوي على جميع الدوائر والمرافق الحكومية والمراكز والمحلات التجارية. كما يتبع للمحافظة 15 مركزاً إدارياً، وهي:

### المراكز
- مركز الهمجة
- مركز خضراء
- مركز الحنينية
- مركز المرموثة
- مركز الزهيرية
- مركز الصليبي
- مركز الجرذاوية
- مركز الركنة
- مركز رفايع اللهيب
- مركز الغضياء والسلمات
- مركز فياضة
- مركز مظيفير
- مركز وادي النخيل
- مركز رفايع الحميمة
- مركز رفايع الحجرة

### القرى
من القرى والهجر في أبانات، ابالحياص والدليمية والقعرية ونقرة الردافين فيضة السلمات وتلعة رشيد والعازمية وفيضة الشعب وأبو جص وأبو قليبات والجرارية الجنوبية والجرارية الشمالية ومحرقاء وروضة الوسق وعسيلة الظاهرية وظاهرية ابن باني ضليع الصحاف والنويصفة والخريشاءوأبو طلح ومهيضة والخنقة وأم صفا وقراضية والخنقة ومحيوة وعقلة العطشان وخيطان والفرعة وأبو ثمام والغضيا والسلمات والثغيب وأم برقة ومشرفة عمودان وأبو طرفا ومشرفة بن هادي ووادي النعم وأم جرفان وضليع الصحاف وأبو طلح وابرقية وأم فخذين والعامودة.